# (323) Brucia
(323) Brucia es un asteroide perteneciente al grupo de los asteroides que cruzan la órbita de Marte descubierto el 22 de diciembre de 1891 por Maximilian Franz Wolf desde el observatorio de Heidelberg-Königstuhl, Alemania.
Está nombrado en honor de Catherine Wolfe Bruce (1816-1900), mecenas de la astronomía.

## Circunstancias del descubrimiento
Brucia fue el primer cuerpo menor descubierto con la astrofotografía.

## Características orbitales
Brucia forma parte de la familia asteroidal de Focea.